# Kajaani

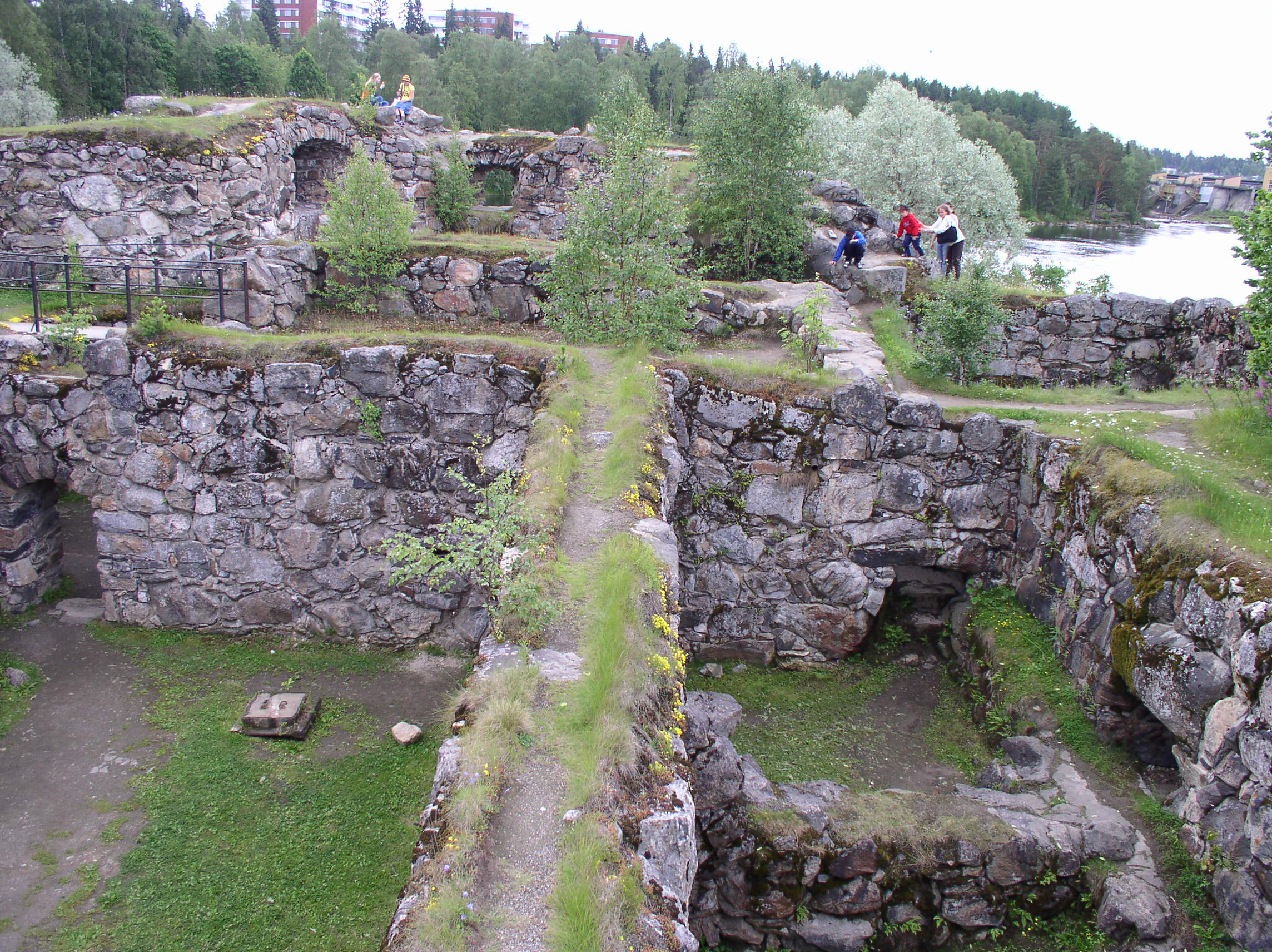
Restes del castell de Kajaani

 Kajaani és una localitat de Finlàndia, situada a la regió de Kainuu, de la qual és el centre urbà més gran i exerceix la capitalitat de la regió.

## Ciutats agermanades
Kajaani manté una relació d'agermanament amb les següents ciutats:
- Östersund (Suècia), des del 1943.
- Rostov del Don (Rússia), des del 1956.
- Schwalm-Eder (Alemanya), des del 1973.
- Nyíregyháza (Hongria), des del 1981.
- Marquette (Estats Units d'Amèrica), des del 1997.
- Jiujiang (Xina), des del 2006.